# Tecoma (medicina)
Los tecomas son tumores sólidos de las células que forman parte interna de la teca del ovario, de apariencia amarillenta muy similares a los tumores de células de la granulosa. Son parte de un grupo de tumores y neoplasmas del ovario llamadas en conjunto tumores de los cordones sexuales.

## Epidemiología
Aunque pueden aparecer a cualquier edad, la edad promedio de aparición de estos tumores es a los 59 años, después de la menopausia. Los tecomas representan entre 1 y 2% de todos los tumores de ovario.[cita requerida]

## Patología
Los tecomas, por su origen tecal, tienden a ser funcionales, es decir, son productoras de estrógenos. Casi siempre son tumores unilaterales y la mayoría de ellos tiene un bajo potencial maligno. Clínicamente se manifiestan como una hemorragia uterina disfuncional.
[cita requerida]